# Normalisation israélo-arabe

En violet : pays ne reconnaissant pas l'État d'Israël (en rose les pays qui sont revenus sur leurs reconnaissances).

Depuis les années 1970, des efforts ont été menés pour trouver les conditions permettant d’aboutir à un accord de paix dans le conflit israélo-arabe et plus particulièrement dans le conflit israélo-palestinien. Au fil des ans, de nombreux pays de la Ligue arabe ont signé des traités de paix et de normalisation avec Israël, à commencer par le traité de paix entre l’Égypte et Israël en 1979. Malgré l’échec de la mise en œuvre des accords de paix israélo-libanais de 1983, d’autres traités continuent d'être appliqués, notamment le processus de paix israélo-palestinien (depuis 1991), le traité de paix israélo-jordanien (en 1994), les accords d’Abraham normalisant les relations entre Israël et les Émirats arabes unis, le Royaume de Bahreïn et Israël (en 2020), l’accord de normalisation Israël-Soudan (en) (en 2020) et l’accord de normalisation Israël-Maroc (en) (en 2020). De plus, de nombreux membres de la Ligue arabe ont établi des relations semi-officielles avec Israël.

## Traité de paix égypto-israélien (1978-1979)

Anouar el-Sadate, Jimmy Carter et Menahem Begin après la signature du traité de paix entre l'Égypte et Israël à Washington.

## Normalisation des relations entre Israël et les États arabes du Golfe et d'Afrique du Nord (depuis 2017)

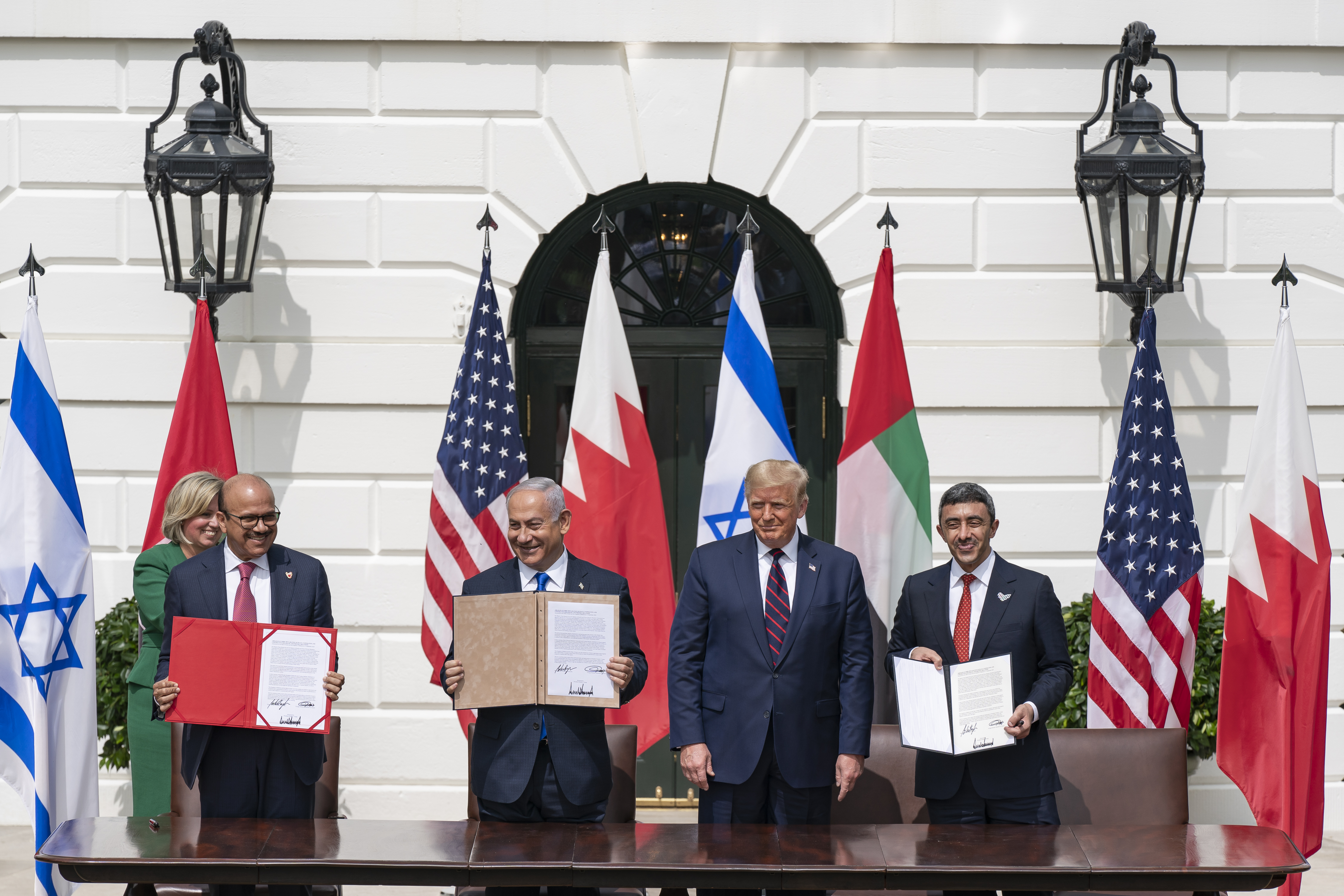
Cérémonie de signature des accords d'Abraham à la Maison Blanche le 15 septembre 2020.

L’alliance israélo-arabe contre l’Iran apparait en novembre 2017, à la suite du réchauffement des relations entre Israël et les États du Golfe. Elle reçoit une large attention médiatique à la lumière de la conférence de Varsovie de février 2019. Cette coordination s’effectue à la lumière des intérêts mutuels de sécurité régionale d’Israël et des États arabes sunnites dirigés par l'Arabie saoudite, et de leur affrontement avec les intérêts iraniens à travers le Moyen-Orient : le conflit par procuration Iran-Israël et le conflit par procuration Iran-Arabie saoudite. Les États arabes participant au groupe de coordination constituent le cœur du Conseil de coopération du Golfe. Il s’agit notamment de l’Arabie saoudite, des Émirats arabes unis et d'Oman. En 2018, le Premier ministre israélien Benyamin Netanyahou conduit une délégation à Oman et rencontre le sultan Qaboos et d’autres hauts responsables omanais.

### 2020
En février 2020, Netanyahou et le président du Conseil de souveraineté du Soudan, Abdel Fattah al-Burhan, se rencontrent en Ouganda, où ils conviennent à la normalisation de leur relation entre les deux pays. Plus tard dans le mois, les avions israéliens sont autorisés à survoler le Soudan. Cela est suivi par les accords d’Abraham, signés par Israël et les Émirats arabes unis en août 2020, qui ont normalisé les relations entre les deux pays. Dans le même temps, Israël accepte de suspendre ses projets d’annexion de la vallée du Jourdain. Cet accord de normalisation est suivi par la confirmation officielle de celui avec le Soudan (en), ainsi que d'autres avec le royaume de Bahreïn (en) et le Maroc (en). Le 31 mai 2022, Israël et les Émirats arabes unis signent un accord de libre-échange, le premier du genre entre Israël et un État arabe.

### 2023
En juin 2023, le secrétaire d’État américain Antony Blinken avertit Israël au sujet de la montée des tensions avec les Palestiniens (notamment par le biais de l’avancée des activités de colonisation), menaçant l’expansion des accords de normalisation avec les pays arabes, et en particulier l’Arabie saoudite. S'exprimant aux côtés de Blinken plus tôt en juin, le ministre saoudien des Affaires étrangères déclara : « sans trouver une voie vers la paix pour le peuple palestinien… toute normalisation n'aura que des avantages limités ». En août 2023, le ministre israélien des Affaires étrangères Eli Cohen révéla qu'il avait assisté à une réunion secrète à Rome avec la ministre libyenne des Affaires étrangères Najla El Mangoush organisée par le ministre italien des Affaires étrangères Antonio Tajani, pour discuter de la normalisation des relations entre les deux pays. La nouvelle déclencha des manifestations de masse en Libye, conduisant au limogeage de Mangoush.

#### Guerre de Gaza
La guerre de Gaza a un impact significatif sur les efforts diplomatiques. Le 14 octobre 2023, l’Arabie saoudite suspend les négociations sur une éventuelle normalisation des relations avec Israël. Alors que le Qatar et les Émirats arabes unis souhaitent maintenir leurs relations avec l'État hébreu, les gouvernements sont également confrontés à de nombreuses protestations contre Israël concernant la guerre en cours. Le 8 novembre, le ministre saoudien des Investissements, Khalid Al-Falih, déclare que les négociations de normalisation restent sur la table.
En octobre 2023, pendant la guerre de Gaza, le roi Abdallah condamne le blocus israélien de la bande de Gaza et la « punition collective » des Gazaouis. Le 1er novembre 2023, la Jordanie rappelle son ambassadeur en Israël, accusant le pays d’avoir créé une « catastrophe humanitaire sans précédent » et la « mort d'innocents Gazaouis ». L'ambassadeur d'Israël, ayant quitté Amman après l'attaque du Hamas, n'est pas autorisé à revenir dans le pays,.